# Гамонт-Ахел
Гамонт-Ахел (нід. Hamont-Achel, нід. вимова: [ˈɦaːmɔnt ˈɑxəl]; лімб. Haëmet-Achel) — громада в провінції Лімбург, Бельгія. Тут розміщується Траппістське абатство Ахел, частиною якого є «Achel», одна з 11 траппістських пивоварень.

## Історія
Гамонт-Ахел утворений 1977 року шляхом злиття громад Гамонт та Ахел. 8 липня 1986 року утворена громада затвердила свої прапор і герб.

## Демографія

### Населення
Станом на 1 січня 2020 року населення громади Гамонт-Ахел складало 14,299 особи, з яких близько 65.5 % — громадяни Бельгії.
| 11,939 | ▲12,516 | ▲13,102 | ▲13,585 | ▲13,779 | ▲14,199 | ▲14,371 | ▼14,299 |

### Мова
У громаді Гамон-Ахелі поширені дві мови: нідерландська і лімбурзька. Нідерландською мовою  часто говорять із характерним лімбурзьким акцентом, а лімбурзька мова представлена т. зв. гамон-ахелівським діалектом, який є одним із багатьох варіантів лімбурзької мови.